# خانه حجارزاده
خانه حجارزاده مربوط به اوایل دوره قاجار است و در اصفهان، خیابان عبدالرزاق، کوچه قصر، کوچه شهید پورعباییان، پ ۲۸ واقع شده و این اثر در تاریخ ۲۴ اسفند ۱۳۸۳ با شمارهٔ ثبت ۱۱۴۵۸ به‌عنوان یکی از آثار ملی ایران به ثبت رسیده است.